# Johann Christoph Friedrich Bach
Johann Christoph Friedrich Bach (Lípsia, 21 de Junho de 1732 — Buckeburgo, 26 de Janeiro de 1795) foi um compositor alemão.
Nono filho de Johann Sebastian Bach, fruto de seu segundo casamento com Anna Magdalena Wilcke, Johann Christoph Friedrich nasceu em Lípsia, Alemanha, e ficou conhecido como o Bach de Buckeburgo. Não deve ser confundido com o primo de seu pai Johann Christoph Bach.
Foi educado em Thomasschule, escola em Lípsia, e iniciado na música por seu pai e pelo primo distante Johann Elias Bach. Acredita-se que ele tenha estudado direito na Universidade de Lípsia, porém não há confirmação. Em 1750 foi nomeado, pelo Conde Wilhelm de Schaumburg-Lippe, cravista de Buckeburgo e em 1759, spalla. Em Buckeburgo, Johann Christoph Friedrich teve a colaboração de Johann Gottfried Herder, que escreveu os textos, na elaboração de quatro obras vocais.
Johann Christoph Friedrich compôs sonatas para cravo, sinfonias, oratórios, corais litúrgicos, motetos, óperas e canções diversas. Devido à predileção do Conde Wilhelm pela música italiana, Bach se viu forçado a adaptar-se; ainda assim reteve traços estilísticos de seu pai e de seu irmão Carl Philipp Emanuel Bach.
Em 1755, casou com a cantora Lúcia Isabel Munchhusen (1728 - 1803) e o Conde Wilhelm batizou seu filho Wilhelm Friedrich Ernst Bach. Johann Christoph Friedrich iniciou seu filho em música assim como seu pai já havia feito consigo. Mais tarde, Wilhelm Friedrich Ernst tornou-se diretor musical de Frederico Guilherme II da Prússia.
Em 1778, acompanhado do Conde Wilhelm, viajou à Inglaterra para visitar seu irmão caçula Johann Christian Bach.
Em 26 Janeiro de 1795, Johann Christoph Friedrich faleceu em Buckeburgo. Seu corpo foi enterrado em 31 de Janeiro no cemitério de Jetenburger, onde também jaz sua viúva Lucia Isabel desde 1803.
A décima primeira edição da Encyclopædia Britannica menciona que "...ele foi um compositor prolífico, ...cujo trabalho honra o nome da família.". Foi também um notável virtuoso no teclado com um vasto repertório de obras que sobreviveram, incluindo 20 sinfonias, as últimas das quais influenciadas por Haydn e Mozart. Difícil também encontrar um gênero vocal negligenciado por ele.
Lamentavelmente, uma parte significativa de sua obra foi perdida na Segunda Guerra Mundial, quando da destruição do Staatliches Institut für Musikforschung, em Berlim, onde as partituras estavam guardadas desde 1917.